# Морковный суп
Морковный суп — суп, в котором морковь является основным ингредиентом. Его можно приготовить в виде супа-пюре или жидкого супа. При приготовлении используются овощи, крупы и другие ингредиенты.
Можно подавать горячим или холодным. Морковный суп считается классическим блюдом французской кухни.

## Обзор
Морковный суп может быть приготовлен как крем-суп и как жидкий суп на основе овощного или куриного бульона. В блюде могут использоваться и такие овощи, как картофель, репа, чеснок, лук, лук-шалот и другие. При его приготовлении можно использовать морковный и апельсиновый сок, некоторые версии готовятся с использованием пюре из моркови. Цвет супа может варьироваться в зависимости от цвета используемой моркови. Молодая морковь делает суп слаще и придаёт ему ярко-оранжевый оттенок, в то время как более старая и крупная морковь даёт меньше сладости и может иметь жёлтый оттенок.
Некоторые морковные супы готовятся из кокосового молока, кокосовой воды, кокосовых сливок, кокосового масла или кусочков кокоса. Также есть версии, включающие имбирь, мускатный орех и карри. Зелёные листья моркови (ботву) можно использовать в качестве ингредиента блюда. В некоторых вариантах используются измельчённые листья мяты. Иногда добавляют йогурт, йогуртовый соус, крем-фреш, сметану.
Для аромата в суп добавляют цедру апельсина, укроп, листья моркови, чеснок, другие свежие измельчённые травы. К супу подают гренки и тосты. Морковный суп можно приготовить как веганское блюдо, а также можно приготовить как суп-биск.
В Великобритании готовят особый вид морковного супа — суп из крупно нарезанной или тёртой моркови, чеснока и семян кориандра (кинзы).

## Во французской кухне
Морковный суп или потаж Креси (фр. Potage de Crécy, Potage Crécy, Potage à la Crécy, Purée à la Crécy and Crème à la Crécy) был описан как «классическое» и «знаменитое» блюдо во французской кухне. Потаж — это разновидность супов с густой консистенцией. Potage Crécy назван в честь Креси-ан-Понтьё, коммуны на севере Франции, которая выращивала самую вкусную морковь в этой стране.
Во французской кухне суп Креси обычно готовят с рисом, который также можно подавать в качестве гарнира. Рис можно использовать в качестве ингредиента для загущения блюда, как и ячмень (перловку).

## История
Эдуард VII (король Великобритании в 1901—1910 гг.) каждый год 26 августа ел суп Креси в ознаменование битвы при Креси 1346 года, и в честь своего предка, Эдуарда Черного Принца, который возглавлял англичан в битве. Также было высказано предположение, что суп подавали английским солдатам после завершения битвы, используя морковь из Креси.
Эрнст Моро, австрийский врач и педиатр, изобрёл морковный суп профессора Моро, который доказал свою эффективность против диареи, вызванной устойчивыми к антибиотикам бактериями. Во время долгого приготовления морковь выделяет молекулы сахара, которые предотвращают скапливание бактерий.